# 防城江
防城江，位于中华人民共和国广西壮族自治区南部防城港市防城区境内，发源于防城区扶隆乡西北十万大山南麓柞老顶，蜿蜒东南流，过扶隆乡治转东流，于大菉镇百里村折向东南，于华石镇再次转向东流，于防城区市区转南流，最后于水营街道大王江村针鱼岭汇入南海北部湾。
河长67千米，比降1.10‰，流域面积829平方千米。年均径流量10.93亿立方米。流域内林木茂密，物产丰富，农牧林业发达。